# イスタフリー
アブー・イスハーク・イブラーヒム・イブン・ムハンマド・アル＝ファーリスィー・アル＝イスタフリー（アラビア語: آبو إسحاق إبراهيم بن محمد الفارسي الإصطخري Abū Isḥāq Ibrāhīm ibn Muḥammad al-Farisī al-Iṣṭakhrī、ペルシア語: استخری Estakhrī、生年不詳 - ヒジュラ暦346年／西暦957年頃）は、10世紀（945年頃 - 957年頃）に活躍したイスラーム世界の地理学者、旅行者。

## 人物
アラブ系ともペルシア系とも明確にはされてはいない（出自については諸説あり）。 名前の「イスタフリー」は、イラン南部ファールス地方の都市イスタフル出身であることを示している。彼はアッバース朝時代の「バルヒー学派」に属し、地図作成と地理記述を宗教的観点から行う学派の伝統を受け継いだ人物である。